# 香港國際電影節

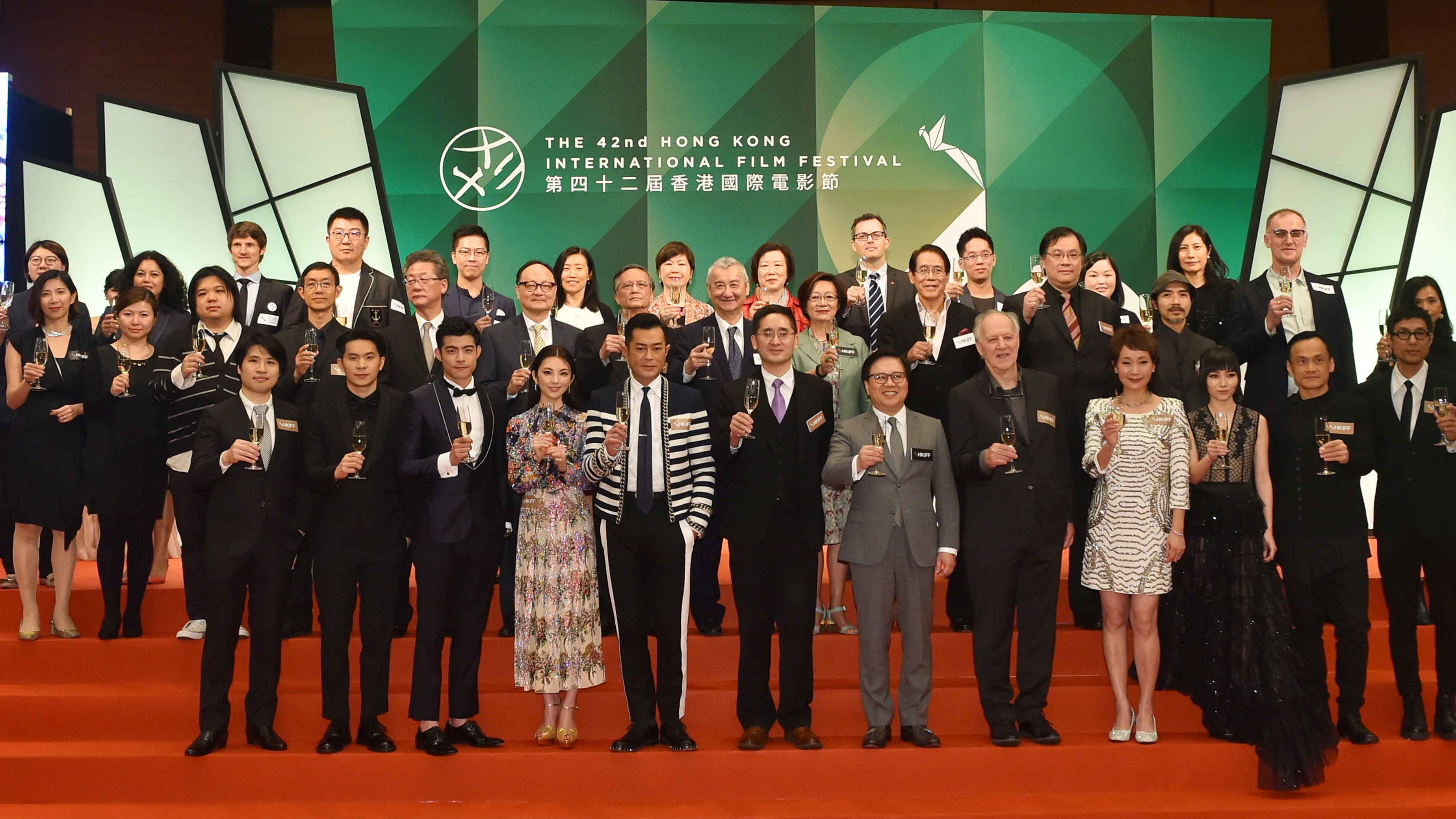
第四十二屆香港國際電影節開幕典禮

第四十五屆香港國際電影節開幕典禮

香港國際電影節（英語：Hong Kong International Film Festival）是香港一項年度影展活動，創辦於1977年，由香港國際電影節協會主辦，旨在推廣多元電影文化及促進國際電影交流。
香港國際電影節通常於每年春季（3月至4月）舉行，持續約兩週，展映範圍涵蓋世界首映、國際首映及亞洲首映的電影作品。節目分為多個單元，包括「環球視野」、「紀錄片競賽」及「年輕導演競賽」，其中「火鳥大獎」競賽單元專注表彰新銳導演的創新作品。
影展期間亦舉辦多項業界活動，例如「香港亞洲電影投資會」（HAF）及「電影工業論壇」，為電影製作人提供融資及國際合拍的平台。同時，影展與香港藝術發展局及創意香港等機構合作，透過「影評人推介」及「學生觀影計劃」等活動，培育本地觀眾及年輕影迷。近年，主辦方致力推廣經典電影修復單元，並積極探索VR電影及新媒體藝術的展映。

## 宗旨
1. 讓香港市民有機會欣賞來自世界各地的優秀電影，以及體驗日益精進的電影製作技術；
2. 在電影節中放映本港電影製作人及導演的作品，以鼓勵他們精益求精，力臻完美；
3. 讓市民有機會重溫本港電影業的歷史及欣賞其成就[1]。

## 歷史
1970年代，時任香港文化署署長陳達文，向市政局建議創辦香港國際電影節，把世界各地優秀的電影帶給本地觀眾，此建議旋即得到議員及政府的支持，於是第一屆香港國際電影節於1977年正式創立。首屆電影節屬於試辦性質，由市政局舉辦，選映了三十七套電影，觀眾人數只有約16,000人次，並只有香港大會堂一個放映場地。
|                                                        | 在香港，正如在世界許多其他的地方一樣，看電影已成為一個大眾化的娛樂。可是當電影在其他地方被接受為正統藝術形式的時候，電影製作在香港卻很少受到鼓勵和被目為一種文化活動……讓我們希望市政局與及其它有能力的機構，以這次電影節的受到不單只一小撮人的熱烈支持和銷票的反應，作為建築將來電影節的基礎。 |
| ——前第一放映室主席許仕仁，《第一屆香港國際電影節場刊》 | |

由于首届电影节大获成功，第二届电影节起规模扩大，首次设立香港电影回顾专题，并开始出版由电影学者和影评人撰稿的特刊。从第四届起，举办时间由每年暑期改至三、四月举行。第六届起，中国内地开始派团出席和选片参加香港国际电影节。第十一届起，台湾电影在香港国际电影节登场。第十四届则转用当时新落成的香港文化中心为主要放映场地，并首次选用香港与中国内地、台湾的合拍片作为开闭幕片。第廿六届起，电影节开始设立电影节大使，以向公众推广宣传。第廿七届电影节首次引入商业机构冠名赞助。第廿九届起，电影节开始以公司化运作，成为每年“香港影视娱乐博览”的其中一部分。

## 主辦單位

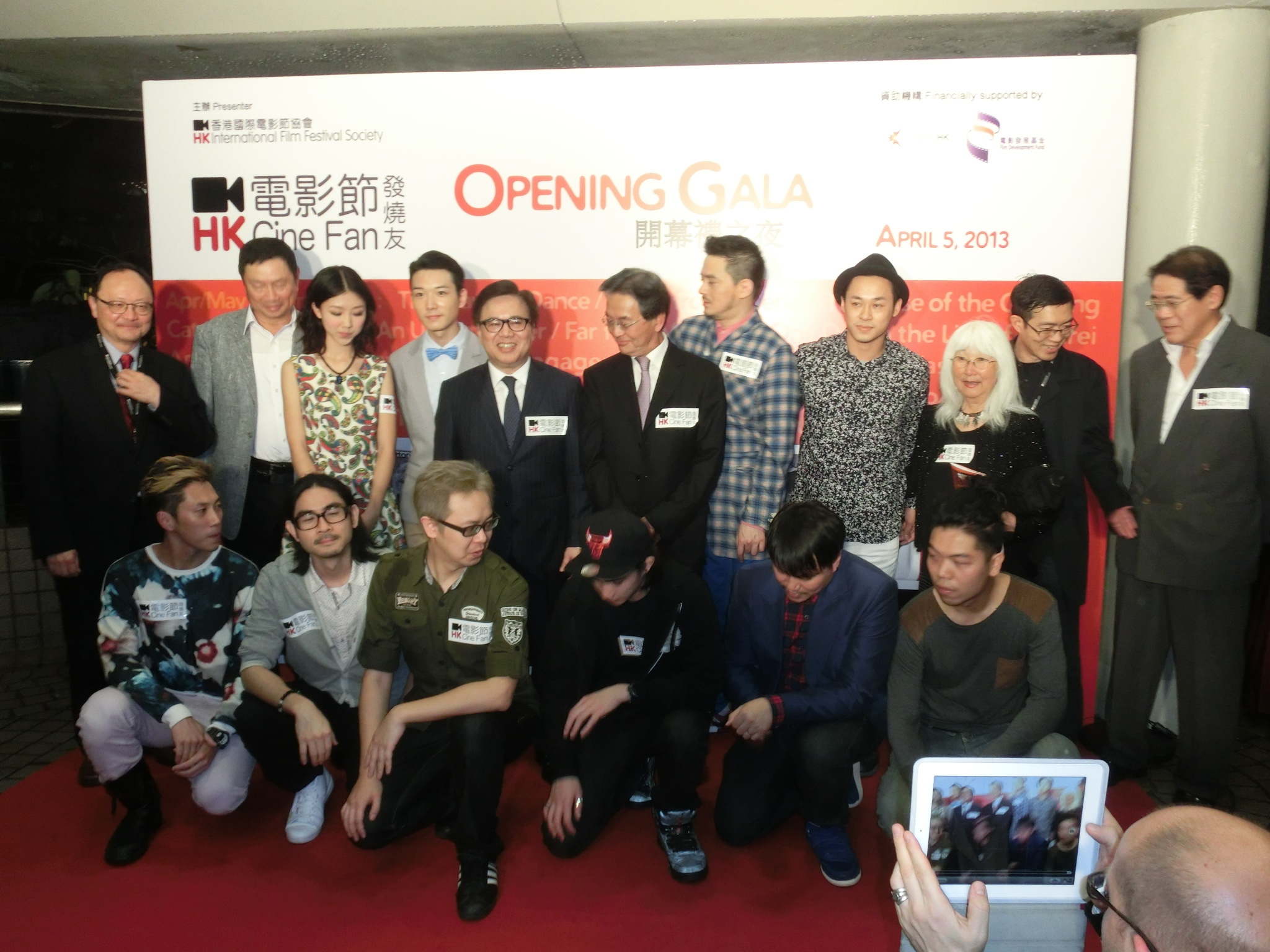
香港國際電影節協會

在创办之初，香港國際電影節由香港市政局主辦。2000年，由於市政局解散，電影節改由香港特區政府屬下、由原來市政局分拆出來的康樂及文化事務署主辦。2001年，第25屆香港國際電影節由康樂及文化事務署與香港藝術發展局首次合辦。2002年至2004年，則由香港藝術發展局主辦。由2005年開始，電影節正式由香港國際電影節協會舉辦。
现时，香港國際電影節的主辦單位是香港國際電影節協會。它是香港的一個非官方及非牟利的慈善團體，以「電影令世界大同」為口號，致力發揚電影文化，推廣光影藝術，加強世界對華語電影的欣賞，並把環球各地出色的電影製作，帶到香港及大中華地區，以豐富香港的精神生活。
為帶動電影文化和活力，協會於每年3、4月期間舉辦兩項旗艦活動，包括「香港國際電影節 (HKIFF)」及「香港亞洲電影投資會 (HAF)」；8月份舉辦以年輕觀眾口味為主的「Cine Fan 夏日國際電影節 (SummerIFF)」。另外協會於2013年4月創辦「電影節發燒友 (Cine Fan)」，旨於推廣豐富多元的電影文化，每月為香港觀眾帶來主流電影以外的精選佳作。

## 獎項

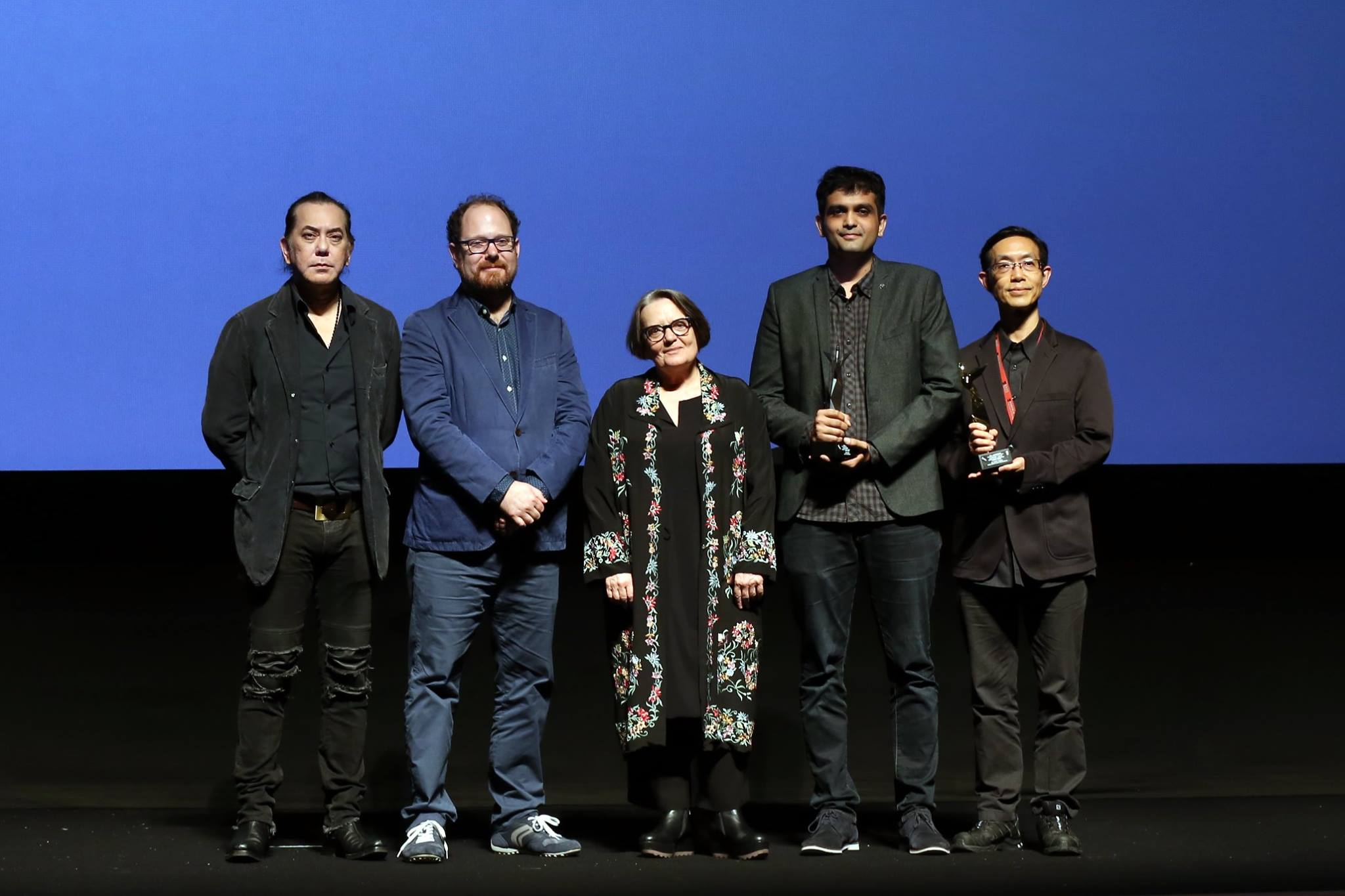
第41屆香港國際電影節「新秀電影競賽」評審、得獎者及代領者黃秋生、哥連·吉迪斯、安妮茜嘉·賀蘭、新秀電影競賽評審團獎得主《五星級選戰》導演阿密特·馬素卡、為火鳥大獎得獎者代領的李焯桃

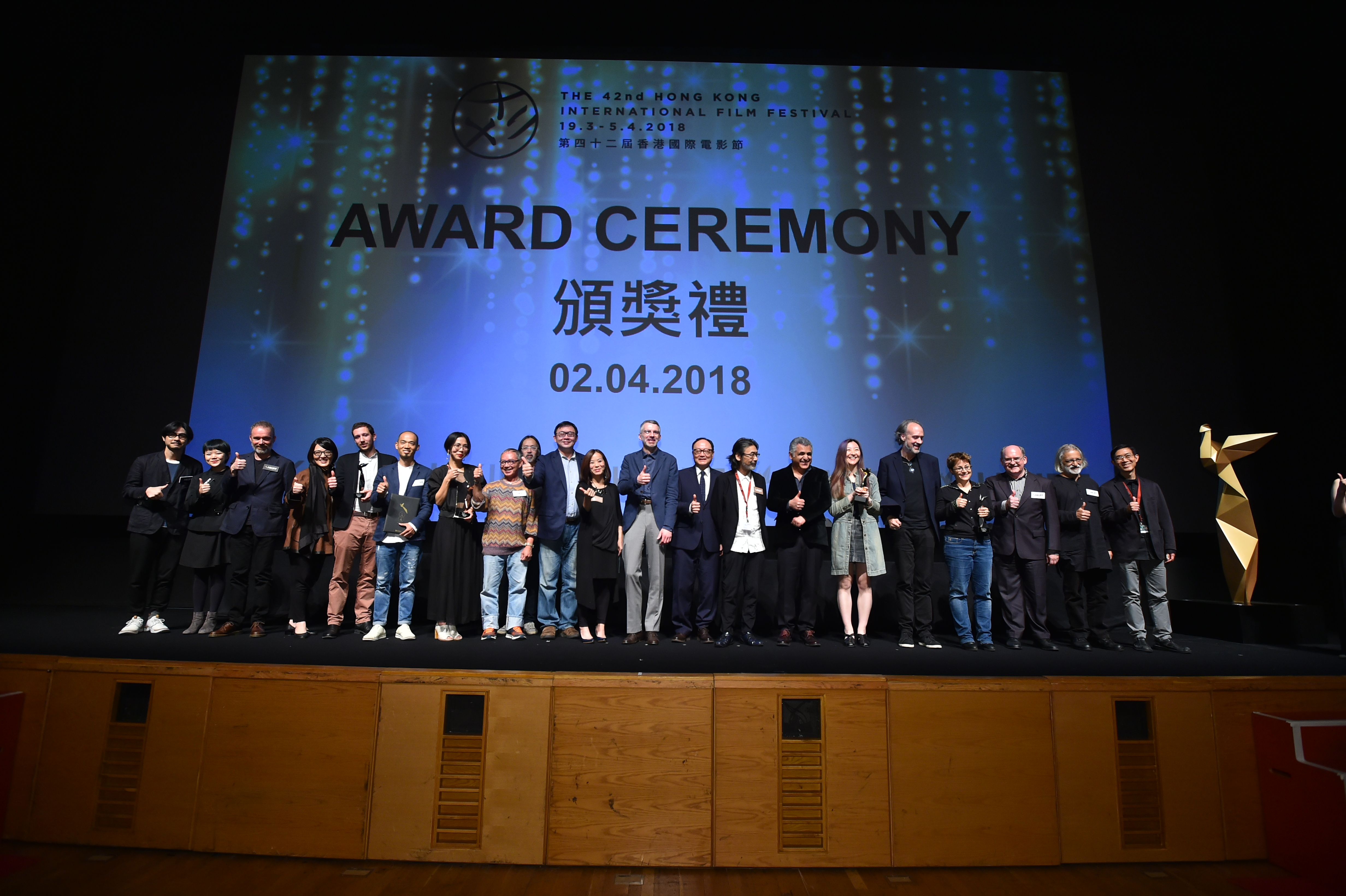
第42屆香港國際電影節頒獎典禮大合照

香港国际电影节从第23届开始，打破以往只展映不颁奖的惯例，首次设立“国际影评人联盟奖”。香港国际电影节现时颁发的奖项为五个，包括由電影行業專業人士擔任评审团选出的「國際影評人聯盟獎」、「新秀電影競賽（華語）」奖项、「新秀電影競賽（世界）」奖项、「紀錄片競賽」奖项，以及「國際短片競賽」獎項。

### 國際影評人聯盟獎
始于第23届，由国际影评人联盟的影评人组成评审团进行评选，颁给一部由新晋导演执导的影片，以肯定新生代对电影发展的贡献。
|         | 奖项                           | 导演                             |
| ------- | ------------------------------ | -------------------------------- |
| HKIFF23 | 印度《漫漫人生路》             | 斯梵                             |
| HKIFF24 | 日本《2H》                     | 李缨                             |
| HKIFF24 | 泰國《69兩頭勾》               | 彭力·雲坦拿域安                  |
| HKIFF25 | 香港《哥哥》                   | 麥婉欣                           |
| HKIFF25 | 《綁架門口狗》                 | 奉俊昊                           |
| HKIFF26 | 香港《麥兜故事》               | 袁建滔                           |
| HKIFF27 | 中国《像鸡毛一样飞》           | 孟京辉                           |
| HKIFF28 | 中国《云的南方》               | 朱文                             |
| HKIFF29 | 中国《武松打我》               | 陆一同                           |
| HKIFF30 | 中国《静静的嘛呢石》           | 万玛才旦                         |
| HKIFF31 | 中国《檳榔》                   | 楊恆                             |
| HKIFF32 | 泰國《海逝》                   | 雅狄也·阿薩拉                    |
| HKIFF33 | 中国《东北东北》               | 邹鹏                             |
| HKIFF34 | 中国《寻欢作乐》               | 赵大勇                           |
| HKIFF35 | 《青春夜行》                   | 尹成賢                           |
| HKIFF36 | 印度尼西亞《鏡子不說謊》       | 卡米拉·安迪妮                    |
| HKIFF37 | 《美少女戰事》                 | 娜娜·雅夫蒂米舒維莉、西門·格羅斯 |
| HKIFF38 | 《十分見習男》                 | 李容承                           |
| HKIFF39 | 中国《K》                      | D.E. 布拉格、艾米·亞·李察        |
| HKIFF40 | 泰國《萬里送行舟》             | 彭柏嘉·托維娜                    |
| HKIFF41 | 《殺兄同樂日》                 | 李承元                           |
| HKIFF42 | 中国《柔情史》                 | 杨明明                           |
| HKIFF43 | 印度《聖山迷羊》               | 列咸·贊夫                        |
| HKIFF44 | 賴索托 南非 義大利《逆葬重生》 | 林蒙亨·耶利米·摩西斯             |
| HKIFF45 | 马来西亚《南巫》               | 張吉安                           |
| HKIFF46 | 中国《椒麻堂會》               | 邱炯炯                           |
| HKIFF47 | 中国《石門》                   | 黃驥、大塚龍治                   |
| HKIFF48 | 臺灣《春行》                   | 王品文、彭紫惠                   |

### 新秀電影競賽
从第27届开始增设（起初命名為「亞洲數碼錄像競賽」，第36届易名為「新秀電影競賽」），评选新晋导演的第一或第二部作品，鼓勵新晉電影人努力探索及開拓電影更多的可能性。第43届起再分拆为「华语」及「世界」两个单元，并增加最佳导演、最佳演员等评选。
|         | 火鳥大獎               | 導演                             | 評審團獎               | 導演                      | 特別表揚                 | 導演       |
| ------- | ---------------------- | -------------------------------- | ---------------------- | ------------------------- | ------------------------ | ---------- |
| HKIFF36 | 中国《杨梅洲》         | 陈卓                             | 日本《后青春期的痴》   | 木村承子                  |                          |            |
| HKIFF37 | 《美少女戰事》         | 娜娜·雅夫蒂米舒維莉、西門·格羅斯 | 中国《爱的替身》       | 唐晓白                    | 中国《春梦》             | 杨荔钠     |
| HKIFF38 | 奥地利《流亡車臣少年》 | 蘇達芭·莫蒂扎伊                  | 日本《祖物语》         | 蔦哲一朗                  | 日本《重遇我，你慌嗎？》 | 坂本亞由美 |
| HKIFF39 | 義大利《還我女兒身》   | 羅拉·碧絲普莉                    | 中国《K》              | D.E. 布拉格、艾米·亞·李察 | 中国《心迷宫》           | 忻钰坤     |
| HKIFF40 | 中国《枝繁叶茂》       | 张撼依                           | 奥地利《大愛與貓同行》 | 漢度·哥羅斯               |                          |            |
| HKIFF41 | 《逃出安樂窩》         | 娜娜·雅夫蒂米舒維莉、西門·格羅斯 | 印度《五星級選戰》     | 阿密特·馬素卡             |                          |            |
| HKIFF42 | 中国《柔情史》         | 楊明明                           | 義大利《慈媽媽野媽媽》 | 羅拉·碧絲普莉             |                          |            |

#### 第43届起
|         |      | 火鸟电影大奖                     | 最佳导演                        | 最佳男演员                    | 最佳女演员                            | 特別表揚                                  |
| ------- | ---- | -------------------------------- | ------------------------------- | ----------------------------- | ------------------------------------- | ----------------------------------------- |
| HKIFF43 | 华语 | 王麗娜《第一次的离别》           | 许振昊《乘客》                  | 邓宇《乘客》                  | 黄尧《过春天》                        |                                           |
| HKIFF43 | 世界 | 伊雲·薩拉迪《霧港夜無眠》        | 巴斯·德夫斯《下一站，地獄》     | 古斯塔夫·連特《女王誘罪》     | 馬天娜·雅普絲杜露娃《伊蓮娜代孕記》   |                                           |
| HKIFF44 | 華語 | 鄭陸心源《她房間裏的雲》         | 梁鳴《日光之下》                | 吳曉亮《日光之下》            | 金晶《她房間裏的雲》                  |                                           |
| HKIFF44 | 世界 | 林蒙亨·耶利米·摩西斯《逆葬重生》 | 佩舒彭德拉·辛格《牧羊女七章》   | 巴赫蒂雅·潘哲艾《異客疑雲》   | 瑪莉·茲華娜·莫隆高《逆葬重生》        |                                           |
| HKIFF45 | 華語 | 漆銳《池塘》                     | 韓帥《漢南夏日》                | 黄轩《烏海》                  | 黃天《漢南夏日》                      |                                           |
| HKIFF45 | 世界 | 阿密·巴拉米《命運荒原》          | 洛妮卡·施花《少女的快樂與哀愁》 | 阿里·巴格里《命運荒原》       | 科索維雅·卡絲莉慈《少女的快樂與哀愁》 |                                           |
| HKIFF46 | 華語 | 邱炯炯《椒麻堂會》               | 從缺                            | 麥沛東《正義迴廊》            | 艾麗婭《宇宙探索編輯部》              |                                           |
| HKIFF46 | 世界 | 瑪哈·哈芝《地中海鬱到病》        | 艾曼妞·妮歌《錯愛的教育》       | 莫里斯·川恩弗斯《吹神的法則》 | 莎達·森遜《錯愛的教育》               |                                           |
| HKIFF47 | 華語 | 黃驥、大塚龍治《石門》           | 孔慶輝《海鷗來過的房間》        | 李雪健《再團圓》              | 黃小雄、姚紅貴《石門》                | 柯震東《黑的教育》                        |
| HKIFF47 | 世界 | 莉娜·阿維萊絲《女孩的成長圖騰》  | 馬田·班哲莫《後殖古堡的日與夜》 | 米高·詹尼尼《寄養的黑羊》     | 全體女演員《花蜂二萬種》              |                                           |
| HKIFF48 | 華語 | 張吉安《五月雪》                 | 梁鳴《逍遥·游》                 | 喜翔《春行》                  | 呂星辰《逍遥·游》                     |                                           |
| HKIFF48 | 世界 | 古斯托夫·慕拿《懲囚逆子》        | 瑪麗安·祖柏《我看見了邪惡》     | 范吉利斯·穆里基斯《世外塵緣》 | 米娜·溫德里希《善寧之女》             | 納遜·卡洛·德·洛·桑托·薩里亞斯《河馬皮皮》 |

### 紀錄片競賽
「紀錄片競賽」的設立是表揚關注社會議題的傑出作品，肯定紀錄片導演在探索新形式的貢獻。
|         | 火鳥大獎               | 導演          | 評審團獎                 | 導演                           | 特別表揚                   | 導演                     |
| ------- | ---------------------- | ------------- | ------------------------ | ------------------------------ | -------------------------- | ------------------------ |
| HKIFF36 | 印度《反种姓的歌声》   | 晏納·柏域丹   | 加拿大《重返塔希爾廣場》 | 彼特·羅                        |                            |                          |
| HKIFF37 | 日本《祖之根》         | 池谷熏        | 中国《三峡啊》           | 王利波                         | 德国《救猩紀事》           | 基思頓·羅斯、告斯·史德高 |
| HKIFF38 | 印度《大地之鹽》       | 花莉達·柏查   | 中国《犴达罕》           | 顾桃                           | 法國《牛牛百科》           | 班納·布勒奇              |
| HKIFF39 | 法國《革命……其後》     | 安娜·羅絲朗   | 中国《少年·小赵》        | 杜海滨                         |                            |                          |
| HKIFF40 | 中国《悲兮魔獸》       | 赵亮          | 俄羅斯《幸福北韓》       | 維德利·明斯奇                  |                            |                          |
| HKIFF41 | 摩洛哥《山居少女圖》   | 塔娜·哈迪     | 中国《囚》               | 马莉                           |                            |                          |
| HKIFF42 | 日本《逆權夫夫》       | 戶田光        | 丹麦《遠方的狗吠聲》     | 西門·李榮·威蒙                 | 中国《羅長姐》             | 金行征                   |
| HKIFF43 | 墨西哥《搶錢急救之家》 | 盧卡·羅連遜   | 以色列《魔鬼辯護人》     | 麗素·鍾斯、菲臘·貝拉齊         |                            |                          |
| HKIFF44 | 挪威《畫家愛上賊》     | 本杰明·李       | 法國《我悟大自然》       | 艾曼奴·卡佩林                  |                            |                          |
| HKIFF45 | 德国《非常德教室》     | 瑪莉亞·史碧絲 | 瑞典《拯救ISIS性奴》     | 荷基爾·希羅里                  |                            |                          |
| HKIFF46 | 印度《救雀奇兵》       | 夏納克·森     | 越南《霧之雛》           | 何黎艷                         |                            |                          |
| HKIFF47 | 丹麦《她與她的自畫像》 | 莉雅·格洛     | 波蘭《》                 | 艾薇拉·奈維拉、彼得·羅索洛斯基 |                            |                          |
| HKIFF48 | 奥地利《好共融小教室》 | 露芙·柏克曼   | 香港《十方之地》         | 黃肇邦                         | 乌克兰《戰場上的無仁通話》 | 奧薩娜·卡普維治          |

### 國際短片競賽

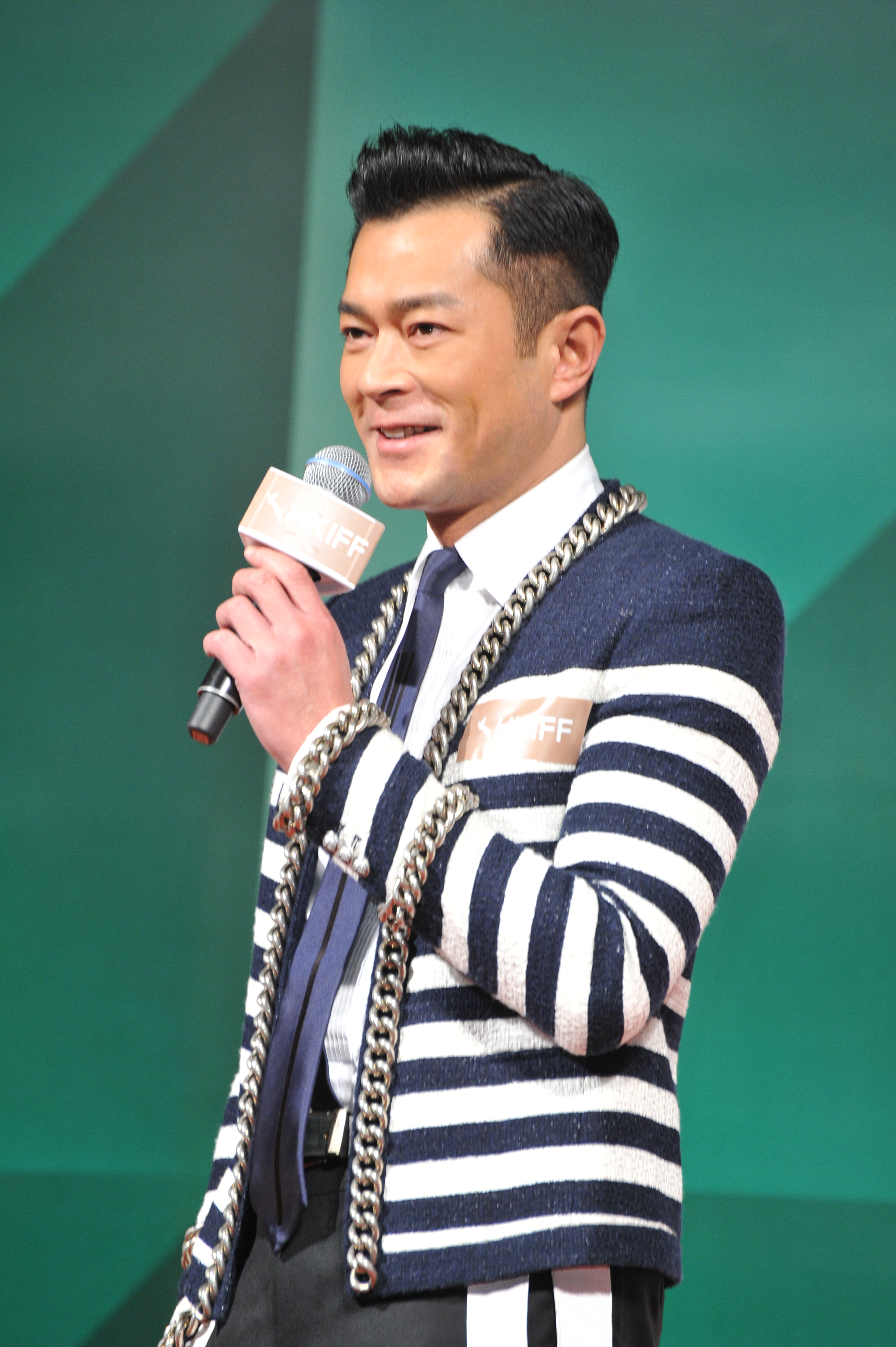
第42屆香港國際電影節大使 古天樂

|         | 火鳥大獎               | 導演                        | 評審團獎               | 導演                         | 特別表揚       | 導演          | 非常設獎項                              |
| ------- | ---------------------- | --------------------------- | ---------------------- | ---------------------------- | -------------- | ------------- | --------------------------------------- |
| HKIFF36 | 《邁布里奇的最終夢想》 | 山村浩二                    | 《人人都说我爱你》     | 茜茜杜克洛                   | 《激光舞》     | 菲臘巴洛克    | 特别奖（香港）：林淑贞《酸》            |
| HKIFF37 | 《夜班》               | 詩雅·瑪菲維娜               | 《606號房》            | 彼得·霍卡                    |                |               | 特别奖（香港）：林昊德《想》            |
| HKIFF38 | 《酥油灯》             | 胡伟                        | 《荒涼的冬天》         | 李奧·活赫特                  | 《42號交響樂》 | 利嘉·貝絲     | 最受网路观众欢迎奖：珍妮·姬莎《犯罪學》 |
| HKIFF39 | 《聆听》               | Rungano Nyoni、Hamy Ramezan | 《蓝调心房》           | Tomasz Siwinski              |                |               |                                         |
| HKIFF40 | 《青蛙或吉卜賽人》     | 莉奧娜·泰勒絲               | 《注定消失的序曲》     | 彭柏嘉·托維娜                |                |               |                                         |
| HKIFF41 | 《樹海》               | 嘉貝兒·利索                 | 《十晨十夕一地平》     | 西川智也                     | 《一切》       | 大衛·奧維尼   |                                         |
| HKIFF42 | 《小魔女》             | 艾斯·卡圖                   | 《工作中不能承受的重》 | 妮基·林卓·馮巴哈             |                |               |                                         |
| HKIFF43 | 《天地萬物》           | 查理斯·威廉士               | 《来电》               | 安加·戴美安                  |                |               |                                         |
| HKIFF44 | 《守護神》             | 艾治安·梅里祖               | 《雁南飛》             | 元圓                         |                |               |                                         |
| HKIFF45 | 《樂不稱身的電單車手》 | 加比奧·赫里拉               | 《華汀出行》           | 沙薩·史維斯基                | 《敲門》       | 艾麥提·麥麥提 |                                         |
| HKIFF46 | 《野獸之思》           | 雨果·科瓦魯比亞斯           | 《》                   | 基斯杜拜·里昂、華堅·哥西尼亞 | 《升空奇遇記》 | 卡洛斯·施觀度 |                                         |
| HKIFF47 | 《熊視眈眈》           | 莫嘉妮·弗蘭                 | 《煙燻到了眼睛》       | 李昌榮                       |                |               |                                         |
| HKIFF48 | 《賣肉少女》           | 瑪格莉塔·嬌絲蒂             | 《迷幻蘑菇》           | 賀希·謝高美                  |                |               |                                         |

### 已停颁奖项

#### 天主教文化奖
第28届-第41届曾與香港公教影視協會合设首次在亚洲区国际级电影节颁发的“天主教文化奖”，以鼓励电影工作者透过艺术传达人道价值，宣扬电影对社会、人权的人文关怀。
|         | 奖项                          | 特别表扬                                                 |
| ------- | ----------------------------- | -------------------------------------------------------- |
| HKIFF37 | 阿迪·拉希米《釋懷之石》       | 阿南·甘地《靈魂三轉身》                                  |
| HKIFF38 | 安妮茜嘉·賀蘭《火荆棘》       | 里治·麥德《德里蒼穹下》、拉錫·馬薩拿維《去國留聲手足情》 |
| HKIFF39 | 李睿珺《家在水草丰茂的地方》  | 基斯頓·柏索《鳳凰鳥》                                    |
| HKIFF40 | 馬田·贊夫列《十個拆彈的少年》 | 石士·佳《人狗情未了》                                    |
| HKIFF41 | 森義隆《聖之青春》            | 楊恩·夏比《唔多掂老師》                                  |

#### 觀眾票選大獎
第41届及第42届，增設觀眾票選大獎給參與電影節的觀眾投票選出他們最喜愛的電影。
|         | 影片             | 导演 |
| ------- | ---------------- | ---- |
| HKIFF41 | 《一念无明》     | 黄进 |
| HKIFF42 | 《大象席地而坐》 | 胡波 |

## 歷屆資料

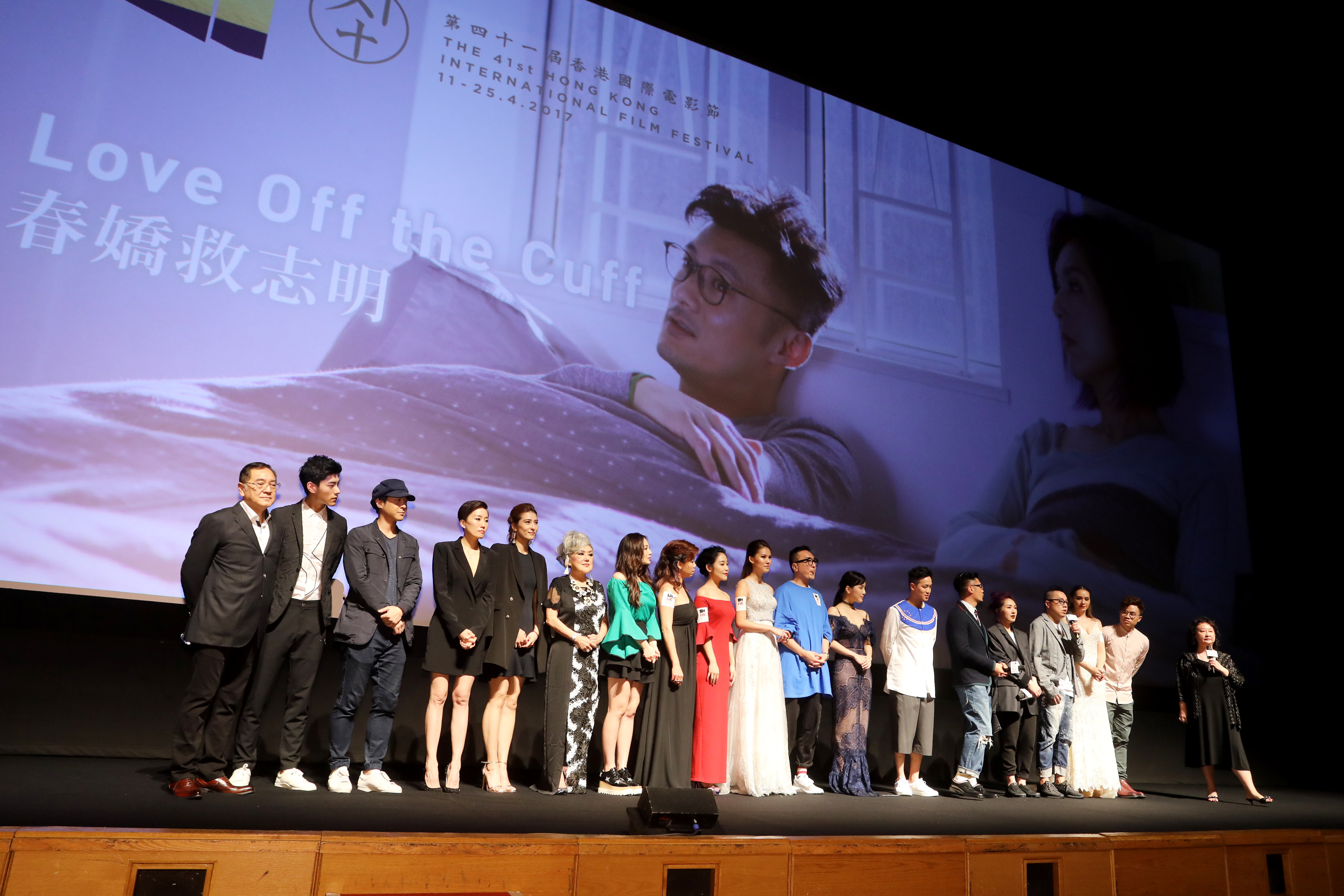
第41屆香港國際電影節開幕電影——《春嬌救志明》

|                                | 日期           | 開幕電影                                                                              | 閉幕電影                                             | 焦点影人                                           | 主題 / 專題 | 電影節大使    |
| ------------------------------ | -------------- | ------------------------------------------------------------------------------------- | ---------------------------------------------------- | -------------------------------------------------- | --- | ------------- |
| HKIFF1                         | 27/6-10/7/1977 | 羅伯托·羅塞里尼《意大利第一年》                                                       | 胡金铨《俠女》                                       |                                                    | 波洛里尼回顧展 | -             |
| HKIFF2                         | 26/6-9/7/1978  | 卡洛斯·索拉《養鴉》 马可·贝罗奇奥《海鷗》                                             | -                                                    |                                                    | 黃宗霑回顧展 五十年代粵語電影 | -             |
| HKIFF3                         | 25/6-8/7/1979  | 胡金铨《空山灵雨》                                                                    | -                                                    |                                                    | | -             |
| HKIFF4                         | 3-18/4/1980    | 保羅·舒里達《美國舞男》                                                               | -                                                    |                                                    | 香港新電影 香港功夫电影研究 | -             |
| HKIFF5                         | 9-24/4/1981    | 浦山桐郎《太陽之子》 Peter Lilienthal《起義》                                         | -                                                    |                                                    | 安哲羅普洛斯特輯 小津安二郎回顧展 匈牙利電影 香港武侠电影研究                                                                                                | -             |
| HKIFF6                         | 1-16/4/1982    | 伏加·舒倫杜夫《戰地記者》 Jenny Bowen《街頭音樂》 小栗康平《泥河》                    | -                                                    |                                                    | 巴斯特·基頓回顧展 60年代粵語電影回顧 | -             |
| HKIFF7                         | 24/3-8/4/1983  | 尚盧·高達《激情》 謝西·史高林莫斯基《披星戴月》 Vichit Kounavudhi《大地兒子》         | -                                                    |                                                    | 法斯賓達回顧展 艾曼勞奧米回顧展 堤古加耶回顧展 戰後國粵語片比較研究                                                                                          | -             |
| HKIFF8                         | 12-27/4/1984   | 馬田·史高西斯《喜劇之王》 卡洛斯·索拉《卡門》 大島渚《戰場上的快樂聖誕》              | 尚盧·高達《芳名卡門》                                |                                                    | 柏索里尼回顧展 大島渚回顧展 70年代香港電影研究 | -             |
| HKIFF9                         | 29/3-13/4/1985 | 伊力·盧馬《圓月映花都》 雲·溫達斯《德州巴黎》 篠田正浩《瀨戶內少年野球團》            | 積葵·利維特《真幻之愛》                              |                                                    | 李萍倩紀念特輯 香港喜劇電影的傳統 | -             |
| HKIFF10                        | 27/3-11/4/1986 | 梁普智《乒乓波》 黑澤明《亂》 Nicolas Roeg《荒唐夜》                                  | 拉烏·盧易茲《橋上的失眠人》                          |                                                    | 五所平之助精選 粵語文藝片回顧 | -             |
| HKIFF11                        | 10-25/4/1987   | 伊力·盧馬《難得有情郎》 林海象《願能酣睡如夢》 安德烈·塔可夫斯基《犠牲》              | 英瑪·褒曼《紀錄：芬妮與亞歷山大》 黃建新《錯位》     |                                                    | 塔可夫斯基紀念特輯 成瀨巳喜男回顧展 粵語戲曲片回顧 | -             |
| HKIFF12                        | 31/3-15/4/1988 | 羅拔·布烈遜《公眾事件》 蘇里曼·薛斯《靈光》 路易·馬盧《再見童年》                     | 雲·溫達斯《柏林蒼穹下》 張藝謀《紅高粱》             |                                                    | 娜莉莎薛碧高回顧展 茂瑙回顧展 蔡楚生紀錄特輯 香港電影與社會變遷                                                                                              | -             |
| HKIFF13                        | 23/3-7/4/1989  | 沙基·帕拉賈諾夫《歷劫鴛鴦》 貝德羅·艾慕杜華《女為悅己者狂》 比利·奧古斯特《赤子雄心》 | 哥斯達加華斯《叛侶》                                 |                                                    | 格魯吉亞電影回顧展 戲園誌異：香港靈幻電影 | -             |
| HKIFF14                        | 6-21/4/1990    | 程小东《秦俑》                                                                        | 許鞍華《客途秋恨》                                   | 奇斯洛夫斯基 安哲羅普洛斯 龜井文夫 Vasily Shukshin | 任劍輝紀念專輯 香港電影的中國脈絡 | -             |
| HKIFF15 （页面存档备份，存于） | 28/3-12/4/1991 | 田壮壮《大太監李蓮英》                                                                | 許鞍華《上海假期》                                   | 阿基·郭利斯馬基 Idrissa Ouédraogo                  | 米高鮑華紀念專輯 80年代香港電影 | -             |
| HKIFF16                        | 10-25/4/1992   | 凌子风《狂》 貝德羅·艾慕杜華《情迷高踭鞋》                                            | 严浩、徐克《棋王》                                   |                                                    | 凌子风作品展 李香蘭專題 電影中的海外華人形象 | -             |
| HKIFF17                        | 8-23/4/1993    | 宁瀛《找樂》 《首演之夜》                                                             | 李安《囍宴》                                         | 阿巴斯·基阿魯斯達米                                | 美國自主電影風貌 小川紳介作品選 國語片與時代曲 | -             |
| HKIFF18                        | 25/3-9/4/1994  | 古茲托夫·奇斯洛夫斯基《藍白紅三部曲之藍》                                             | 古茲托夫·奇斯洛夫斯基《藍白紅三部曲之白》            | 域陀·艾利西                                        | 伊朗風情畫 香港－上海：電影雙城 | -             |
| HKIFF19                        | 7-22/4/1995    | 姜文《陽光燦爛的日子》 許鞍華《女人四十》                                             | 劉國昌《跟我走一回》 尼傑達·米嘉可夫《毒太陽》       | 堅·盧治                                            | 電影百年紀念特輯 早期香港中國影象 | -             |
| HKIFF20                        | 25/3-9/4/1996  | 舒琪《虎度門》 羅拔·洛迪格斯《殺出個黎明》                                            | 楊德昌《麻将》 吴天明《》                            |                                                    | 懷念路易·馬盧 躁動的一代：60年代粵片新星 | -             |
| HKIFF21                        | 25/3-9/4/1997  | 严浩《我愛廚房》 蔡明亮《河流》                                                       | 胡金铨《忠烈圖》                                     | 奧圖魯·利普斯坦                                    | 向依瑪勞·貝盧致敬 香港電影回顧：光影繽紛50年 | -             |
| HKIFF22                        | 3-18/4/1998    | 胡金铨《龍門客棧》 陳嘉上《野獸刑警》                                                 | 林正盛《放浪》                                       | 艾路·摩里斯 東尼·葛里夫                            | 向晏納·柏域丹致敬 法斯賓達六顆遺珠 歷史的締造：人在九七 超前與跨越：胡金銓與張愛玲                                                                           | -             |
| HKIFF23                        | 31/3-15/4/1999 | 許鞍華《千言萬語》 杜琪峰《再見阿郎》                                                 | 吕乐《趙先生》 张元《瘋狂英語》                      | 杜琪峰 黑澤清 和路達·沙利斯                        | 安哲羅普洛斯的世界 羽田澄子與崔明慧 香港電影新浪潮回顧 | -             |
| HKIFF24                        | 12-27/4/2000   | 劉國昌《無人駕駛》 雲·溫達斯《地痞酒店謀殺案》                                        | 陳以文《想死趁現在》 陳果《榴槤飄飄》                | 奧達·伊奧塞里安尼                                  | 三演員：黃秋生、劉青雲、吳鎮宇 跨界的香港電影 | -             |
| HKIFF25                        | 6-21/4/2001    | 楊凡《遊園驚夢》 尚積葵·貝力斯《死亡轉賬》                                            | 楊德昌《一一》                                       | 梁朝偉 尚積葵·貝力斯 達里歐斯·康治                 | 戏象万千廿五年 向拉烏·盧易茲致敬 中國電影經典展 | -             |
| HKIFF26                        | 27/3-7/4/2002  | 陳果《香港有個荷里活》 湯·泰華《疾走天堂》                                            | 蔡明亮《你那邊幾點》                                 | 許鞍華                                             | 全情曝光，放眼尽看 大阪仝人誌 向楊·史雲梅耶致敬 國泰名作展                                                                                                   | 林嘉欣 谭俊彦 |
| HKIFF27                        | 8-23/4/2003    | 山田洋次《黃昏清兵衛》 杜琪峰《PTU》                                                  | 路学长《卡拉是條狗》 史碧·庄斯《何必偏偏玩謝我》     | 刘镇伟 戴丹兄弟 馬可·貝羅奇奧                      | 小津安二郎百年紀念展 邵氏名片大展 洛尼遜直接行動電影 香港電台電視作品精選                                                                                    | Shine         |
| HKIFF28                        | 6-21/4/2004    | 許鞍華《玉觀音》 李少红《戀愛中的寶貝》                                               | 蔡明亮《不散》 亞倫·雷奈《嚴禁嘴對嘴》               | 张叔平 金基德                                      | 懷念張國榮與梅艷芳 清水宏101年紀念展 喜劇之王劉別謙 林黛小輯 小說·戲劇·文藝片 史丹·布力奇治紀念特輯                                                          | -             |
| HKIFF29                        | 22/3-6/4/2005  | 顾长卫《孔雀》 山田洋次《隱劍鬼爪》                                                   | 贾樟柯《世界》 阿倫·歌爾勞《無語慰情天》             | 劉德華                                             | 木下惠介回顧展 電影詩人孫瑜 珠三角：電影·文化·生活 解構電影詩人米高·史諾                                                                                     | 劉德華        |
| HKIFF30                        | 4-19/4/2006    | 杜琪峰《黑社會以和為貴》 彭浩翔《伊莎貝拉》                                           | 馬克·伊雲士《雪花糕療情》 尼尔·阿姆菲尔德《愛·糖針》 |                                                    | 向动作指导致敬 銀河映像專題 我心狂野：華納·荷索 B級片怪傑中川信夫 占士·班寧：會說話的風景 光藝的都市風華                                                     | 劉德華        |
| HKIFF31                        | 10/3-11/4/2007 | 游乃海《跟蹤》 朴贊郁《再造人之戀》                                                   | -                                                    | 邱禮濤                                             | 羅馬尼亞新世代 沉默捕手柏度·哥斯達 鍊光術師保羅·治奧利 李翰祥電影回顧                                                                                        | -             |
| HKIFF32                        | 17/3-6/4/2008  | 山田洋次《母親》 張作驥《蝴蝶》                                                       | 馬田·史高西斯《電光滾石》 舒琪、關文軒《咖啡，或茶》 | 曾志偉                                             | 自主黑白道：吉士雲辛與查理斯般納 石井裕也的古怪男女 捷克青春夢 前衛電影不死女神瑪雅·黛倫 一一重現楊德昌 不朽的英瑪褒曼 若松孝二的無秩序世界 朱石麟的電影世界 | 鄭秀文        |
| HKIFF33                        | 22/3-13/4/2009 | 許鞍華《天水圍的夜與霧》 爾冬陞《新宿事件》                                           | 贾樟柯《二十四城记》                                 |                                                    | 電影工作室創意非凡25年 隼目人間市川準 定義現代安東尼奧尼 電影達人漢斯列治達 俞賢穆寫實法度 兒女情長：易文電影                                                | 莫文蔚        |
| HKIFF34                        | 18/3-6/4/2010  | 岸西《月滿軒尼詩》 羅卓瑤《如夢》                                                     | 云翔《安非他命》 麥曦茵《前度》                      |                                                    | 李小龍7010 最後的現代主義者安哲羅普洛斯 虛構紀事：贊祿西 作者本色：龍剛 小市民映畫大師島津保次郎 寶萊塢一代宗師古魯·度特 詩人導演費穆                        | -             |
| HKIFF35                        | 20/3-5/4/2011  | 杜琪峰《單身男女》 阿彼察邦·韋拉斯花古、布里揚·文杜沙、何宇恒、關錦鵬《香港四重奏II》 | -                                                    | 韋家輝                                             | Let's Meet Here 虛實辯證基阿魯斯達米 反建制的先鋒桂治洪 中聯電影 Fortissimo 20周年 越南經典 松竹風全才巨匠渋谷實 木偶動畫大師川本喜八郎 理智的熱情哉絲韋蘭   | 楊千嬅        |
| HKIFF36                        | 21/3-5/4/2012  | 彭浩翔《春嬌與志明》                                                                  | 王全安《白鹿原》                                     | 陈可辛                                             | 黃飛鴻電影 香港的廈語電影 佐治方朱天才的法則 川島雄三亂調的美學 穿越類型的宗師藏原惟繕 意念建築師伊藤高志                                                    | 楊千嬅        |
| HKIFF37                        | 17/3-2/4/2013  | 邱禮濤《葉問：終極一戰》                                                              | 約化·巴納希《電影關不住》                            | 劉偉強                                             | 激活无限想象 萬像嘉禾 占士布諾頓百載風流 木下惠介四部遺珠 | 楊千嬅        |
| HKIFF38                        | 24/3-7/4/2014  | 彭浩翔《香港仔》 陳果《那夜凌晨，我坐上了旺角開往大埔的紅VAN》                        | 林超賢《魔警》                                       |                                                    | 世界汇聚香港 捷克70年自由路 奇才姜文 雨蓓來了 阿斯哈·法哈蒂六個道德故事 靜默革命：廉政劇集40年 小津安二郎四部修復經典 松本俊夫：日本實驗電影第一人           | 古天樂        |
| HKIFF39                        | 23/3-6/4/2015  | 张艾嘉《念念》                                                                        | 翁子光《踏血尋梅》                                   | 张艾嘉                                             | 冷調高歌 羅伊安德遜 市川崑 審美時刻 成瀨巳喜男110年紀念展 小川紳介的啟示                                                                                     | 古天樂        |
| HKIFF40                        | 21/3-4/4/2016  | 杨庆《火鍋英雄》 許學文、黃偉傑、歐文傑《樹大招風》                                   | 黑澤清《怪鄰居》                                     |                                                    | 花樣的年華：澤東25 8米厘狂熱：日本電影崩世代 李小龍四部修復經典 永恆莎翁光影中：三部馬克白                                                                   | 古天樂        |
| HKIFF41                        | 11-25/4/2017   | 彭浩翔《春嬌救志明》                                                                  | 九把刀《報告老師！怪怪怪怪物！》                     |                                                    | 十年再見楊德昌 羅拔布烈遜四部修復經典 邁克迪里安三顆遺珠 西班牙大地之詩 後九七香港電影                                                                       | 古天樂        |
| HKIFF42                        | 19/3-5/4/2018  | 陳鈺杰《盛情款待》 黃榮昇《小美》                                                     | 山田洋次《嫲煩家族3走佬阿嫂》                        | 林青霞                                             | 求真若狂 華納荷索 疾走無韁 原一男 霧裏看花 露琦茜亞馬蒂 菲律賓新浪潮旗手 依瑪勞貝盧                                                                          | 古天樂        |
| HKIFF43                        | 18/3-1/4/2019  | 雷尼·哈林《沉默的證人》                                                               | 法蘭索瓦·奧桑《以恩寵之名》                          | 洪金寶                                             | Colours in the Dark 一代影后李麗華 中國第五代導演 韓國電影100年                                                                                              | 郭富城        |
| HKIFF44                        | 取消           | 文念中《好好拍電影》 許承傑《孤味》                                                   | 行定勳《愛在末路之境》                               | 许冠文                                             | 百年費里尼 電影基金會三十周年 | 郭富城        |
| HKIFF45                        | 1-12/4/2021    | 翁子光《風再起時》 洪金寶、許鞍華、譚家明、袁和平、杜琪峯、林嶺東、徐克《七人樂隊》   | 濱口龍介《偶然與想像之輪》                           | 關錦鵬                                             | 松竹映畫100周年 澤東三十 | 郭富城        |
| HKIFF46                        | 15-31/8/2022   | 翁子光《風再起時》 吳炫輝《明日戰記》                                                 | 戴丹兄弟《兩小無懼》                                 | 吳君如                                             | 柔韌之鏡—田中絹代導演作品展 | 郭富城        |
| HKIFF47                        | 30/3-10/4/2023 | 鄭保瑞《命案》 許鞍華《詩》                                                           | 卓韻芝《送院途中》                                   | 鄭保瑞                                             | 尚盧高達 × 安娜卡蓮娜回顧展 諷世之刃—伊丹十三導演全展 | 郭富城        |
| HKIFF48                        | 28/3-8/4/2024  | 楊曜愷《從今以後》                                                                    | 三宅唱《長夜盡頭的微光》                             | 陳果                                               | 域陀艾里斯：回首向來蕭瑟處 奇思妙想 編導鬼才 馬田麥當奴 後新浪潮的破戒者 尚歐斯達殊                                                                          | 林嘉欣        |
| HKIFF49                        | 10/4-21/4/2025 | 中島哲也《懺悔有時》 張吉安《搖籃凡世》                                               | 達約翰侯格勞《性愛夢之做夢》                         | 古天樂                                             | 里奧卡哈斯：華麗的頹靡 阿爾拔塞拉的顛覆藝術 尤荷古奧斯曼連：冷流中的溫度 安藤櫻：逆風中的綻放                                                                | 袁澧林        |

### 放映場地

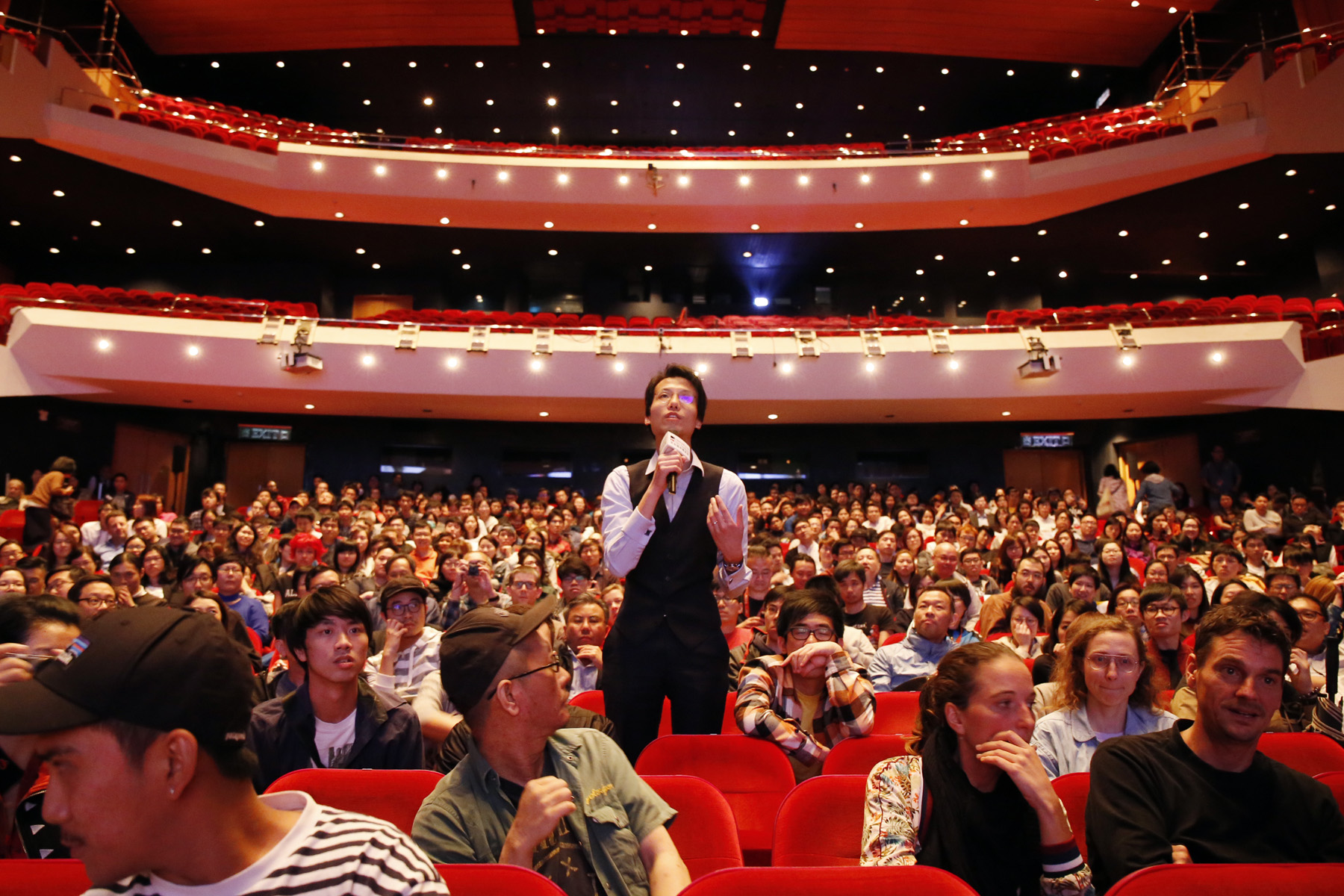
香港文化中心

|                   | 放映場地 |
| ----------------- | --- |
| HKIFF39           | 香港文化中心、香港大會堂、香港藝術中心、香港科學館、香港太空館、UA iSQUARE、UA太古城、UA Cine MOKO、The Grand Cinema、星影匯、MCL德福、香港會議展覽中心                                |
| HKIFF40           | 香港文化中心、香港大會堂、香港藝術中心、香港科學館、沙田大會堂、UA iSQUARE、UA太古城、UA Cine MOKO、The Grand Cinema、星影匯、皇室戲院                                                 |
| HKIFF41           | 香港文化中心、香港大會堂、香港藝術中心、香港科學館、The Grand Cinema、星影匯、Festival Grand Cinema、THE SKY、香港中文大學邵逸夫堂演奏廳                                               |
| HKIFF42           | 香港文化中心、香港會議展覽中心、香港大會堂、香港藝術中心、香港科學館、香港理工大學綜藝館、香港浸會大學傳理視藝大樓、The Grand Cinema、Festival Grand Cinema、康怡戲院、星影匯、THE SKY |
| HKIFF43           | 香港文化中心、香港大會堂、香港藝術中心、大館、香港科學館、香港理工大學綜藝館、PREMIERE Elements、星影匯、Festival Grand Cinema、MCL 德福、THE SKY                                      |
| HKIFF45           | 香港文化中心、香港大會堂、香港藝術中心、大館、K11 Art House |
| HKIFF46           | 香港藝術中心、M+戲院、PREMIERE Elements、英皇戲院銅鑼灣時代廣場、英皇戲院 iSQUARE |
| HKIFF47 - HKIFF49 | 香港文化中心、香港大會堂、香港藝術中心、M+戲院、PREMIERE Elements、英皇戲院銅鑼灣時代廣場、英皇戲院 iSQUARE                                                                            |

## 出席嘉賓
香港國際電影節多年來廣受海外及本地知名導演和紅星支持。
歷屆應邀親身出席「大師班」講座的嘉賓包括：阿爾拔塞拉（HKIFF49）、域陀艾里斯（HKIFF48）、馬田麥當奴（HKIFF48）、比爾布林頓（HKIFF48）、李滄東（HKIFF43）、阿斯哈·法哈蒂（HKIFF43）、姜文（HKIFF43）、華納·荷索（HKIFF42）、原一男（HKIFF42）、蔡明亮（HKIFF42）、伊迪高·安怡迪（HKIFF41）、安妮絲嘉·賀蘭（HKIFF41）、奧利華·阿薩耶斯（HKIFF41）、貝拉·塔爾（HKIFF40）、莫森·瑪克瑪爾巴夫（HKIFF39）、佩德羅·科斯塔（HKIFF39）、彼得·格林納威（HKIFF39）、奇洛·李維斯（HKIFF36）、賈樟柯（HKIFF35）、王家衛（HKIFF37）等。
應邀透過視像出席「大師班」講座的嘉賓包括：王兵（HKIFF49）、戴丹兄弟（HKIFF46）、鍾孟宏（HKIFF46）、佛烈·懷斯曼（HKIFF45）。
歷屆應邀出席香港國際電影節的海外知名導演還有：里奧卡哈斯（HKIFF49）、中島哲也（HKIFF49）、尤荷古奧斯曼連（HKIFF49）、辛·貝克（HKIFF42）、侯孝賢（HKIFF40）、奉俊昊（HKIFF38）、雲·溫達斯（HKIFF24）、古茲托夫·奇斯洛夫斯基（HKIFF18）、李安（HKIFF17）、積葵·丹美（HKIFF13）、艾麗絲·華妲（HKIFF13）、馬田·史高西斯（HKIFF8）、大島渚（HKIFF8）、保羅·舒里達（HKIFF4）、薩雅吉·雷（HKIFF3）等。

## 參看
- 香港國際電影節協會
  - 夏日國際電影節

## 外部連結
- 香港國際電影節官方網站 （页面存档备份，存于）
- 電影節發燒友 (Cine Fan) 官方網站 （页面存档备份，存于）
- IMDb：香港國際電影節專頁 （页面存档备份，存于）
- 香港國際電影節 Timable 專頁 （页面存档备份，存于）